# Homenetmen Beirut FC
El Homenetmen Beirut FC (àrab: نادي الهومنتمن, Nādī al-Hūmanatman; armeni: Հայ Մարմնակրթական Ընդհանուր Միութիւն (ՀՄԸՄ)) és un club libanès-armeni de futbol de la ciutat de Beirut. També té seccions de basquetbol, tennis taula, ciclisme i atletisme.

## Història
El nom Homenetmen prové de la pronunciació armènia de les sigles en armeni d'«Unió General Atlètica Armènia». El club fou fundat el 1924.

## Palmarès
- Lliga libanesa de futbol:[1]
  - 1944, 1946, 1948, 1951, 1955, 1963, 1969

- Copa libanesa de futbol:[2]
  - 1943, 1948, 1962